# 呉玫玲
呉 玫玲（ご　ばいれい 1973年1月6日- ）は、台湾の柔道選手。階級は66kg級。身長167cm。

## 人物
1988年のアジア選手権61kg級で3位になった。その後階級を66kg級に上げると、1991年の世界選手権では7位だったが、アジア選手権では2位になった。1992年のバルセロナオリンピックでは初戦で優勝したキューバのオダリス・レベに総合負けを喫した。1993年の環太平洋柔道選手権大会では66kg級で2位だったものの、無差別で優勝を成し遂げた。アジア選手権では61kg級で2位だった。1994年のアジア大会では準決勝で世界チャンピオンである韓国の曺敏仙に敗れて3位だった。世界学生でも3位となった。1995年のユニバーシアードで3位になると、アジア選手権では準決勝で曺敏仙、決勝で日本の大石愛子をそれぞれ破って優勝した。1996年のアトランタオリンピックでは2回戦で日本の一見理沙を開始僅か10秒の大外返で破るも、3回戦でオランダのクラウディア・ズウィールスに警告で敗れると、敗者復活戦でもアメリカのリリコ・オガサワラに背負投で敗れて9位だった。1997年の東アジア大会と1998年のアジア大会では3位になった。

## 主な戦績
- 1988年 -　アジア選手権　3位(61kg級)
- 1991年 - 世界選手権　7位
- 1991年 -　アジア選手権　2位
- 1993年 -　環太平洋柔道選手権大会　66kg級　2位　無差別　優勝
- 1993年 -　アジア選手権　2位(61kg級)
- 1994年 -　アジア大会　3位
- 1994年 -　世界学生　3位
- 1995年 -　ユニバーシアード　3位
- 1995年 -　アジア選手権　優勝
- 1996年 -　アトランタオリンピック　9位
- 1997年 -　東アジア大会　3位
- 1998年 -　アジア大会　3位

(出典)。